# 佐藤正久
佐藤 正久（さとう まさひさ、1960年〈昭和35年〉10月23日 - ）は、日本の政治家、陸上自衛官。愛称は「ヒゲの隊長」。
外務副大臣（第3次安倍第3次改造内閣・第4次安倍内閣・第4次安倍第1次改造内閣）、防衛大臣政務官（第2次安倍内閣）、参議院外交防衛委員長、参議院議員（3期）、自由民主党政務調査会外交部会長、同国防部会長、同幹事長代理兼参議院幹事長代理、同参議院筆頭副幹事長などを歴任。陸上自衛官としては、第7普通科連隊長兼福知山駐屯地司令、イラク先遣隊長兼イラク復興業務支援隊長（初代）、ゴラン高原派遣輸送隊長（初代）、第5普通科連隊中隊長などを歴任。最終官職は陸上自衛隊幹部学校主任教官。最終階級は1等陸佐。若手幹部時代には第1種放射線取扱主任者資格を取得した。

## 来歴
福島県出身。現在は埼玉県さいたま市北区別所町に在住。
福島市立佐原小学校、同市立西信中学校を経て、福島県立福島高等学校を卒業した。
高校生時、実家の家計を案じて、授業料を要しない防衛大学校と防衛医科大学校を受験し、両方とも合格（防衛医大は補欠）した後に、防衛大学校に入校した。期別は27期、専攻は応用物理であった。
陸上自衛隊での職種は化学科。自衛官時代は外務省アジア局に出向した他、アメリカ陸軍指揮幕僚大学に留学。また、自衛隊海外派遣のうち、ゴラン高原派遣及びイラク人道復興支援では、ともに初代派遣部隊の隊長を務めるなど、国際的な業務に多く従事していた。
2004年からの自衛隊イラク派遣では第一次復興業務支援隊長を務め、自衛隊が架けた最初の橋は「SATO BRIDGE」と命名された。
2007年1月11日付で陸上自衛隊を退職し、第21回参議院議員通常選挙（同年7月29日に実施）に自由民主党の比例区公認候補として立候補して、251,579票を獲得して党内6位で初当選。選挙事務所で当選が報じられたとき、「これからが新たな戦いの始まり。愚直に戦っていきます」と述べた。後援会に、資金管理団体を兼ねる「佐藤まさひさを支える会」「佐藤正久後援会」などがある。
2009年10月8日付で、自由民主党政務調査会国防部会長に就任（前職 国防部会防衛政策検討小委員会事務局長）。
2011年8月1日、新藤義孝、稲田朋美と共に鬱陵島を視察するため韓国に行ったが、金浦空港に行った時点で、韓国外交当局より入国を拒否された。
2012年9月26日の自由民主党総裁選挙では、石破茂を支持。推薦人に名を連ね、石破の出陣式で応援演説を行っている。同年12月26日に成立した第2次安倍内閣において、防衛大臣政務官に就任。
2013年7月21日、第23回参議院議員通常選挙で自由民主党の比例区公認候補として立候補し、326,541票を獲得して党内3位で再選。
2014年9月、自由民主党政務調査会国防部会長に再就任。
2016年1月4日、参議院外交防衛委員長に就任。
2017年8月7日、第3次安倍第3次改造内閣にて外務副大臣に就任。
2019年7月21日、第25回参議院議員通常選挙で自由民主党の比例区公認候補として立候補し、237,432票を獲得して党内4位（特定枠除く）で3選。
2020年10月、自由民主党政務調査会外交部会長に就任。
2022年5月、ロシアのウクライナ侵攻に伴うロシア政府による日本への報復措置（ロシア連邦への日本政府の政策に対する報復措置に関してのロシア外務省声明）によって、ロシア連邦への入国を恒久的に禁止された。
2024年7月25日、翌年の第27回参議院議員通常選挙の参議院比例区公認候補として擁立することが自民党から発表された。
2025年7月20日投開票の第27回参議院議員通常選挙で、自民党は比例代表に特定枠2人を含め計31人の候補者を擁立し、12議席を確保。佐藤は127,619票を獲得したが、得票数11位（特定枠を含むと13位）により、次点で落選した。

## 政策・主張

### 憲法改正
- 憲法改正に賛成[30][31]。
- 自衛隊の国軍化を主張[32]。
- 集団的自衛権の行使を禁じた政府の憲法解釈を見直すことに賛成[30]。

### 経済・財政
日本のTPP参加に賛成。

### 安全保障・治安
- 日本の核武装について国際情勢によっては検討すべきだとしている[30][33]。
- 平和安全法制に対しては問題とリスクはあれど大筋では一歩前進としている[34]。
- 鳥の目で台湾有事や沖縄有事との連接で尖閣諸島を見ることも必要。今日の香港は明日の台湾・尖閣との見方もあると述べている[35]。
- 日本とアメリカの関係強化に賛成[31]。
- 日本と中国の関係強化にどちらかといえば反対[31]。
- 日米地位協定を見直すべき[33]。

### 歴史認識
村山談話および河野談話について、いずれも見直すべきとしている。

### 家族制度
選択的夫婦別姓制度の導入に反対。
同性婚の法制化に反対。

## 略歴
- 1960年（昭和35年）[11]：福島県で出生[11]
- 1979年（昭和54年）：福島県立福島高等学校卒業[11]
- 1983年（昭和58年）[11]：防衛大学校（第27期・応用物理）卒業[11]
- 1984年（昭和59年）[11]：第4普通科連隊[11]
- 1990年（平成2年）8月：陸上自衛隊幹部学校指揮幕僚課程修了
- 1992年（平成4年）[11]：外務省アジア局に出向[11]
- 1994年（平成6年）
  - 3等陸佐
  - 第5普通科連隊中隊長[11]
- 1996年（平成8年）
  - 第1次ゴラン高原派遣輸送隊長[11]
  - 陸上幕僚監部防衛部運用課国際協力室
- 1998年（平成10年）
  - アメリカ陸軍指揮幕僚大学卒業[11]
  - 陸上幕僚監部教育訓練部訓練課
- 2001年（平成13年）[11]：東北方面総監部防衛部[11]
- 2002年（平成14年）8月1日：陸上幕僚監部監理部総務課広報室総括
- 2003年（平成15年）3月27日：陸上幕僚監部教育訓練部訓練課訓練班長
- 2004年（平成16年）[11]
  - イラク先遣隊長、復興業務支援初代隊長[11]
  - 第7普通科連隊長 兼 福知山駐屯地司令[11]
- 2007年（平成19年）
  - 1月11日、陸上自衛隊を退職[6]。最終階級は1等陸佐[6]、最終官職は陸上自衛隊幹部学校主任教官[6]
  - 1月29日、自由民主党東京都参議院比例区第六十二支部長
  - 7月29日：第21回参議院議員通常選挙で自由民主党から初当選
- 2009年（平成21年）10月8日：自由民主党国防部会長就任（翌年9月退任）
- 2012年（平成24年）12月：防衛大臣政務官（翌年9月退任）
- 2013年（平成25年）7月21日：第23回参議院議員通常選挙で自由民主党から2回目の当選
- 2014年（平成26年）9月：自由民主党国防部会長就任
- 2016年（平成28年）1月：参議院外交防衛委員長就任
- 2017年（平成29年）8月：外務副大臣就任
- 2019年（令和元年）7月21日：第25回参議院議員通常選挙で自由民主党から3回目の当選
- 2020年（令和2年）10月：自由民主党外交部会長に就任
- 2025年（令和7年）7月20日：第27回参議院議員通常選挙で自由民主党から立候補も落選

## 発言

### 「駆けつけ警護」発言

#### 内容
2007年8月、佐藤はJNNの取材に対して、以下のとおり発言した。この発言は、2007年8月10日付のTBS系列ニュース番組で放映された。
「自衛隊とオランダ軍が近くの地域で活動していたら、何らかの対応をやらなかったら、自衛隊に対する批判というものは、ものすごく出ると思います。」

また佐藤は、もしオランダ軍が攻撃を受ければ、「情報収集の名目で現場に駆けつけ、あえて巻き込まれる」という状況を作り出すことで、憲法に違反しない形で警護するつもりだった、として、続けて次のとおり発言した。
「巻き込まれない限りは正当防衛・緊急避難の状況は作れませんから。目の前で苦しんでいる仲間がいる。普通に考えて手をさしのべるべきだという時は（警護に）行ったと思うんですけどね。その代わり、日本の法律で裁かれるのであれば喜んで裁かれてやろうと」

#### 経緯
自衛隊イラク派遣当時から佐藤発言までの法令などは、以下のとおり。
- イラク特措法第17条第1項では、武器の使用について、自衛官自己もしくはその管理下に入った者の防衛のために武器を使用できる、としている。
- 他の国の軍隊のキャンプ（宿営地）を自衛隊が警備する場合について、自衛隊の宿営地と他国軍隊のキャンプが同一の区域内であれば不可分のものとして警備は可能、とする政府の見解が示されている[39]。
- 自衛隊の宿営地とは別の離れた場所に他国の軍隊が駐留する場合に、自衛隊が他国軍隊の駐留地へ出向いて、（依然として指揮命令の能力・系統を維持している）他国の軍隊と共同で警備・応戦する行為について、イラク特措法は規定していない。そのような行為は「武力の行使[40] にあたり日本国憲法第9条違反」とされる（2008年10月28日、参議院外交防衛委員会にて河村建夫官房長官）。

安倍内閣のもとで2007年5月から設けられた安全保障有識者懇談会（安全保障の法的基盤の再構築に関する懇談会）は、自衛隊の宿営地とは別の離れた場所に他国の軍隊が駐留する場合に、自衛隊が出向いて他国の軍隊と共同で警備・応戦する行為について、これを「駆けつけ警護」と命名・定義した。そして「駆けつけ警護」で武器使用の対象となる相手が単なる犯罪集団ではなく国家的な組織である場合には、現行の法解釈のもとでは、日本国憲法が禁止している「武力の行使」つまり戦闘に該当する可能性がある、とした。その前提に立って懇談会では、「駆けつけ警護」がそもそも「武力の行使」にあたるものなのかどうか、集団安全保障と集団的自衛権の関係などの観点も交えながら、従来の政府見解・憲法解釈を変更する可能性も含めて議論しているところであった。

#### 批判
この佐藤発言について、文民統制（シビリアン・コントロール）を無視した違憲・違法な行動を示唆する発言だとして、弁護士ら約150人が、公開質問状を佐藤と小泉純一郎元首相へ、佐藤に対して辞職を勧告するよう求める要望書を安倍晋三首相へ、それぞれ送付した。

#### 参考
- 当時の同様な法令としては、次のものがある。国際連合平和維持活動等に対する協力に関する法律（PKO協力法）第24条では、武器を使用できる場合について、隊員自己もしくはその管理下に入った者の防衛のため、としている。イラク特措法と同様の規定。
- 安全保障の法的基盤の再構築に関する懇談会 - 第1次安倍内閣における、時の首相・安倍晋三の私的な懇談会。2010年7月現在存在するかは不明。
- 集団的自衛権 - 第2次安倍内閣における2014年の閣議決定により、「保有しているが、行使できない」という従来の政府見解が、「保有しており、条件を満たせば行使可能」と変更された。
- 警護出動 - 日本国内。自衛隊法第81条の2に規定されている。

### 輸出管理体制の見直しに関連した発言（2019年）
2019年8月2日、日本による輸出管理体制（キャッチオール規制）の見直しを大韓民国の文在寅大統領が強い表現で批判したことについて、「『盗人猛々しい』と品のない言葉まで使っているのは異常だ。日本に対して無礼だ」と非難した。

### 新型コロナウイルスに対する発言（2021年）
2021年8月12日、TBSの「報道1930」に出演した佐藤は、致死率の高い「ラムダ株」が東京五輪開幕の7月23日に国内で初めて解析され、国際機関に報告しながら、8月6日に一部報道されるまで明らかにならなかった件について「早く発表すべきだったが、政府の中でも情報が共有されていなかった。（8月6日に厚労省が明らかにしたのは）報道機関から問い合わせがあったから答えた」と語った。五輪があるから発表しなかったのではと問われた佐藤は「（検疫は）もっと早く問い合わせがあれば答えたという感覚。ラムダ株に対する意識の高さがなかった。空港検疫で見つかったとあれば発表すべき。それは内閣官房関係者も同じ意見だ」と語った。

### 中国に対する発言（2022年）
2022年5月25日、中国人民解放軍空軍とロシア空軍の爆撃機計6機が24日に東シナ海から太平洋にかけてを往復飛行したことについて、「これはクアッド開催国の日本に対する当て付け・当て擦り以外の何ものでもなく、中国自らが力の信奉者、『ならず者国家』であることを示したようなものだ」と発言。

### 旧統一教会問題に対する発言（2023年）
2023年1月15日、フジテレビの報道番組内に於いて、旧統一教会に対する献金問題について、自身も親族の多額献金により、実家が窮乏し希望する大学に行けなかった、と発言した。
（『日曜報道 THE PRIME』）

## 不祥事

### 現職自衛隊員から献金
当時航空幕僚長の田母神俊雄、折木良一・陸上幕僚長などから「佐藤正久を支える会」宛に政治献金を受けていたことが発覚している。

### 支援団体の政治資金収支報告書非記載
週刊金曜日に、佐藤の支援団体「福島地区さとう正久を支える会」が、事務所の家賃を政治資金収支報告書に一切記載していなかったと報じられた。

### 選対スタッフの公職選挙法違反
2013年の第23回参議院議員通常選挙の際に、佐藤の選対本部スタッフが第6師団のある山形県で元自衛官たちに票の取りまとめを求める買収を行った容疑で公職選挙法違反で逮捕された。

### 平和安全法制の採決をめぐる言動
2015年9月16日、参議院特別委員会における平和安全法制の採決をめぐる混乱の中、理事会室前で民主党の安井美沙子参院議員にぶつかったとして、後日、謝罪をした。

### 議員会館での有料会合
営利目的の使用が禁じられた議員会館の会議室で会費5000円の経営者交流会が開かれていたことについて自民党が確認したところ佐藤は「知人の頼みにより会議室を予約していたことは事実」と認めた。

## テレビ出演
- 日経スペシャル カンブリア宮殿 「"ひげの隊長"が今だから語れる、自衛隊の真実」（2007年12月17日、テレビ東京）[54]

## 著作

### 単著
- 『イラク自衛隊「戦闘記」』（2007年3月16日、講談社）ISBN 978-4062139212
- 『ヒゲの隊長のリーダー論 指揮官・指導者に求められる条件』（2010年12月10日、並木書房）ISBN 978-4890632664
- 『ありがとう自衛隊 ヒゲの隊長が綴る日本再興奮闘記』（2011年6月8日、ワニブックス ワニブックスPLUS新書）ISBN 978-4847065217
- 『守るべき人がいる』（2012年6月14日、ワニブックス）ISBN 978-4847090844
- 『ヒゲの隊長 絆の道 果たしたい約束がある』（漫画:加藤礼次朗）（2013年4月25日、ワニブックス）ISBN 978-4847091582
- 『高校生にも読んでほしい安全保障の授業』（2015年7月1日、ワニブックス）ISBN 978-4847093692
- 『入門・国防論』（2015年10月1日、あたま出版）※電子書籍
- 『高校生にも読んでほしい 海の安全保障の授業 日本人が知らない南シナ海の大問題』（2016年12月1日、ワニブックス）ISBN 978-4847095184
- 『小学生でもわかる 国を守るお仕事そもそも事典 実は大人も知らない自衛隊のあれこれ・・・』（2017年10月1日、C&R研究所）ISBN 978-4863542259
- 『高校生にも読んでほしい 平和のための安全保障の授業』（2019年5月27日、ワニブックス）ISBN 978-4847098048
- 『中国に勝つための地政学と地経学 日本人に隠されている真のチャイナクライシス』（2022年2月2日、徳間書店）ISBN 978-4198654108
- 『知らないと後悔する 日本が侵攻される日』（2022年8月24日、幻冬舎 幻冬舎新書）ISBN 978-4344986657
- 『中国の侵略に討ち勝つハイブリッド防衛 日本に迫る複合危機勃発のXデー』（2023年3月31日、徳間書店）ISBN 978-4198655907
- 『図解 令和自衛隊大全 「隊」格大改造 「防衛力抜本的強化」の深層』（2024年3月29日、徳間書店）ISBN 978-4198658137[55]

### 共著
- 『教科書 日本の防衛政策』（共著者:田村重信）（2008年4月10日、芙蓉書房出版）ISBN 978-4829504185
- 『日本のリーダーには、武器を持つ覚悟はあるのか！？』（共著者:大川豊）（2013年6月15日、ワニブックス PLUS新書）ISBN 978-4847065408
- 『賢者の訓導 新時代の進路は見出せるか』（共著者:加藤寛・野田一夫・浅尾慶一郎・鈴木寛）（2013年7月29日、アルテミス/星雲社）ISBN 978-4434181955
- 『新軍事学入門』（共著者:小峯隆生 飯柴智亮 佐藤優 内山進 北村淳）（2015年9月11日、飛鳥新社）ISBN 978-4864104302

## その他
- 自身のブログにて毎日活動報告を行っているほか、2010年からはTwitterも開始している。

## 議員連盟
- 自由民主党国防議員連盟
- 日本会議国会議員懇談会[56]
- 神道政治連盟国会議員懇談会[56]
- みんなで靖国神社に参拝する国会議員の会[56]
- 創生「日本」[56]
- TPP交渉における国益を守り抜く会

## 選挙歴
| 当落 | 選挙                     | 執行日         | 年齢 | 選挙区       | 政党       | 得票数     | 得票率 | 定数 | 得票順位 /候補者数 | 政党内比例順位 /政党当選者数 |
| ---- | ------------------------ | -------------- | ---- | ------------ | ---------- | ---------- | ------ | ---- | ------------------ | ---------------------------- |
| 当   | 第21回参議院議員通常選挙 | 2007年07月29日 | 46   | 参議院比例区 | 自由民主党 | 25万1579票 | 1.52%  | 48   | 6/35               | 6/14                         |
| 当   | 第23回参議院議員通常選挙 | 2013年07月21日 | 52   | 参議院比例区 | 自由民主党 | 32万6541票 | 1.76%  | 48   | 3/29               | 3/18                         |
| 当   | 第25回参議院議員通常選挙 | 2019年07月21日 | 58   | 参議院比例区 | 自由民主党 | 23万7432票 | 1.34%  | 50   | 6/33               | 6/19                         |
| 落   | 第27回参議院議員通常選挙 | 2025年07月20日 | 64   | 参議院比例区 | 自由民主党 | 12万7619票 |        | 50   | 13/31              | 13/12                        |